# Xinglong (Wanning)
Die Staatsfarm Xinglong für Überseechinesen (chinesisch 兴隆华侨农场, Pinyin Xīnglóng huáqiáo nóngchǎng – „wörtlich etwa: Florierende Farm der Überseechinesen“) liegt in der chinesischen Inselprovinz Hainan. Sie gehört zum Verwaltungsgebiet der kreisfreien Stadt Wanning, von deren Zentrum sie in westsüdwestlicher Richtung liegt. Administrativ betrachtet handelt es sich bei Xinglong um eine sogenannte "virtuelle Großgemeinde" (虚拟镇), für die beim Zensus (2000) 31.729 Einwohner gezählt wurden.

## Geschichte
Xinglong war Durchgangsort auf der Reise von Haikou nach Sanya und diente bis zum Bau des East Express way vor allem als Übernachtungsort. Nachdem sich die politischen Beziehungen zwischen China und den Nachbarländern in Südostasien verschlechtert hatten, wurden ab 1952 über 25.000 Chinesen und Chinesischstämmige aus ihren Heimatländern (v. a. aus Indonesien und Malaysia) nach Xinglong umgesiedelt. Dort wurde die "Staatsfarm Xinglong für Überseechinesen" angelegt, um tropische Nutzpflanzen, wie Kaffee anzubauen. Obwohl Kaffee dort vorher nicht angebaut wurde, entwickelte er sich recht schnell zu einer regionalen Spezialität.

## Tourismus
Xinglong ist eine der Regionen Hainans, die touristisch ausgebaut werden sollen und besitzt mehrere Hotels (Stand 2009). Dazu bewirbt man u. a. die heißen schwefelhaltige Quellen nahe dem Ortszentrum. Der 1957 gegründete "Tropische Botanische Garten Xinglong" umfasst ca. 340.000 m² und präsentiert die lokale und wirtschaftlich bedeutsame tropische Pflanzenwelt.

## Verkehr
Xinglong liegt an der Schnellstraße G223, im Verwaltungsgebiet der Stadt Wanning. Per Auto ist der Ort in 1,5 Stunden vom Haikou Meilan Flughafen und in einer Stunde vom Sanya Phoenix International Airport zu erreichen.

## Geologie
Xinglong liegt in geologisch aktivem Gebiet. Die schwefelhaltigen heißen Quellen zeugen von vulkanischer Aktivität. In Xinglong werden folgende Minerale gewonnen: Anatas, Chromit, Ilmenit, Kassiterit, Magnetit, Monazit, Quarz, Rutil, Turmalin und Zirkon.

## Quelle
- Sunny Sanya (archiviert, englisch)